# Hégésias de Cyrène
Pour les articles homonymes, voir Hégésias.
Hégésias (Ἡγησίας), dit Peisithanatos (Πεισιθάνατος, « Celui qui pousse à la mort »), est un philosophe cyrénaïque né vers l'an 290 av. J.-C..

## Positions
Selon Diogène Laërce (II-86), Hégésias appartient à l'école d'Aristippe de Cyrène. Il serait un disciple de Paraebates, lui-même disciple d'Epimidès de Cyrène, lui-même disciple d'Antipatros de Cyrène qui est, lui, disciple d'Aristippe. Il soutenait qu'il n'y a pas de bonheur possible et que la mort est préférable à la vie, sauf pour le sage à qui toutes deux sont indifférentes. Aussi conseillait-il le suicide, ce qui le fit surnommer Peisithanatos (ou Pisithanate) : celui qui pousse à la mort.

« Le bonheur est chose absolument impossible, car le corps est accablé de nombreuses souffrances, l’âme qui participe à ces souffrances du corps en est aussi troublée, enfin la Fortune empêche la réalisation de bon nombre de nos espoirs, si bien que pour ces raisons le bonheur n’a pas d’existence réelle. »

— Diogène Laërce, Vies, doctrines et sentences des philosophes illustres [détail des éditions] (lire en ligne), II, 94
Son enseignement ayant entraîné de nombreux suicides, le roi Ptolémée II fit interdire ses livres, fermer son école et l'exila.
Hégésias de Cyrène ne doit pas être confondu avec Hégésias de Sinope, disciple de Diogène de Sinope, lui-même mort le même jour qu'Alexandre selon Démétrios (DL VI) et contemporain d'Hégésias de Cyrène.
Selon certains auteurs, les positions d'Hégésias de Cyrène se rapprochent du bouddhisme, ses idées rappelant par exemple la doctrine bouddhiste de la souffrance. On pense qu'il aurait pu être influencé par les missionnaires qu'Ashoka, empereur indien de 260 à 230 av. J.-C., avait envoyé en Occident, et mentionnés dans l'Edit N°13 d'Ashoka,,.